# Platycarpum schultesii
Platycarpum schultesii är en måreväxtart som beskrevs av Julian Alfred Steyermark. Platycarpum schultesii ingår i släktet Platycarpum och familjen måreväxter. Inga underarter finns listade i Catalogue of Life.